# Dijkstra (molen)
De koren- en pelmolen Dijkstra aan de Nassaustraat is een van de drie molens in de 'molenstad' Winschoten in de provincie Groningen.
Deze molen, die in 1862 voor de familie Dijkstra werd gebouwd, was de grootste en hoogste molen van Winschoten voordat de korenmolen Edens even verderop aan de Nassaustraat voor de tweede maal verhoogd werd. De molen bleef tot 1953 eigendom van de familie Dijkstra en werd toen aan de gemeente Winschoten verkocht. De huidige eigenaar is de gemeente Oldambt, waarin Winschoten in 2010 is opgegaan. De molen heeft een inrichting met vier koppels maalstenen en twee pelstenen. Daarnaast is de rest van de pellerij in zijn geheel bewaard gebleven. De molen is hiermee waarschijnlijk de meest 'steenrijke' molen van Nederland. De molen is enkele malen gerestaureerd en regelmatig op vrijwillige basis in bedrijf.